# Ulinzi Stars FC
Ulinzi Stars Football Club w skrócie Ulinzi Stars FC – kenijski klub piłkarski grający w kenijskiej pierwszej lidze, mający siedzibę w mieście Nakuru.

## Sukcesy
- Premier League[1]:
  - mistrzostwo (4): 2003, 2004, 2005, 2010.

## Występy w afrykańskich pucharach
| Sezon | Rozgrywki           | Runda   | Kraj                          | Klub             | Dom | Wyjazd | Dwumecz      |
| ----- | ------------------- | ------- | ----------------------------- | ---------------- | --- | ------ | ------------ |
| 2004  | Liga Mistrzów       | wstępna | Demokratyczna Republika Konga | AS Vita Club     | –   | –      | –            |
| 2011  | Liga Mistrzów       | wstępna | Egipt                         | Zamalek SC       | 0–4 | 0–1    | 0–5          |
| 2017  | Puchar Konfederacji | wstępna | Libia                         | Al-Hilal Bengazi | 1–0 | 0–1    | 1–1 (k. 5–4) |
| 2017  | Puchar Konfederacji | 1       | Egipt                         | Smouha SC        | 3–0 | 0–4    | 3–4          |

## Stadion
Domowe mecze klub rozgrywa na stadionie o nazwie Afraha Stadium w Nakuru, który może pomieścić 8200 widzów.

## Reprezentanci kraju grający w klubie od 2005 roku
Stan na maj 2023.
| - Evans Amuoka - Kevin Amwayi - Elvis Ayany - Mike Baraza - Bryan Birgen - Hillary Echesa - Mohammed Hussein - Collins Kisuya - Geoffrey Kokoyo - Joseph Kuria - Mark Makwata - Omar Mbongi - James Mulinge Ndeto - Harun Mwale - John Nairuka | - Collins Ochieng - Enosh Ochieng - Stephen Ocholla - Wycliffe Ochomo - Tom Ogweno - Samuel Onyango - Francis Onyiso - Evans Orodi - Vincent Otieno - Lawrence Owino - James Saruni - Ibrahim Shambi - Sammy Simiyu - Oscar Wamalwa - Stephen Waruru |